# Nicholas Walters
Nicholas Walters (ur. 3 października 1982 w Montego Bay) – jamajski bokser, aktualny mistrz świata WBA Super w kategorii piórkowej.

## Kariera zawodowa
Karierę zawodową rozpoczął 2 sierpnia 2008. Do lipca 2012 stoczył 22 walki, wszystkie wygrywając. W tym czasie zdobył tytuł WBA Fedelatin w wadze piórkowej, który obronił czterokrotnie. 
8 grudnia 2012 otrzymał szansę walki o tytuł mistrzowski federacji WBA. Zmierzył się w Kingston z Daulisem Prescottem (Kolumbia) o wakujący, po rezygnacji Panamczyka Celestino Caballero, tytuł w wadze piórkowej. Zwyciężył przez techniczny nokaut w siódmej rundzie i został nowym mistrzem świata.
18 października 2014 w Kalifornii wygrał	przez techniczny nokaut w szóstej rundzie z pięściarzem z Filipin Nonito Donaire (33-3, 21 KO).
13 czerwca 2015  w nowojorskiej Madison Square Garden wygrał jednogłośnie na punkty 119:108, 118:109 i 117:110 z Kolumbijczykiem  Miguelem Marriagą (20-1, 18 KO). Jednak z powodu nieuzyskania wymaganego limitu został pozbawiony i nie obronił tytułu mistrza świata federacji WBA kategorii piórkowej, dodatkowo został  ukarany  40 tysięcami dolarów.